# Rの書斎
『Rの書斎』（アールのしょさい）は任天堂とセント・ギガがサテラビュー用番組として制作し1997年6月に放送した、ラジオドラマとサウンドノベルの複合作品。自称ジャンルは「ラジオドラマ風電子小説」。
同年11月末から12月には続編となる『Rの書斎 第二幕』（アールのしょさい だいにまく）が放送された。両作品ともこの項目で解説する。

## 概要
中年男性「甲山たけし」を主人公とした物語を軸に、彼が日記を見る形式でホラーの体験談を複数紹介するラジオドラマ番組。1時間のラジオ番組とデータ放送によるゲームソフトを連動させたサテラビューのコンテンツ「サウンドリンクゲーム」の1作として各々2話、全4話放送された。
体験談は心霊現象をはじめとした超常現象・オカルトが主となるが、殺人などそれらの要素がない事件や事故の話、ホラーから外れた滑稽な結末や感動を誘う話も含まれる。第1作の一部体験談は学習研究社の書籍『わたしの怪奇ミステリー体験』シリーズより引用された。
ゲームをメインコンテンツとしラジオ放送はそれに付随する音声として補助的に供給された他のサウンドリンクゲームと異なり、本作はラジオ放送をメインコンテンツとし単独のラジオドラマ番組としても聴取できる内容とされた。番組本編にナレーションはなく、すべて登場人物の一人称で語られる。
ラジオ番組冒頭では「ラジオドラマ風電子小説」と説明された。サテラビューを使用するとサウンドノベルやノベルゲームに類似した構成の画面が表示される。ここではラジオドラマを文字に起こした自動更新の字幕、ラジオドラマの内容に沿った実写画像の表示が行われる。表示される画像は場面背景のみで、一部の例外を除き作中の登場人物を描画することはない。
サテラビュー使用時にはさらに一部の体験談で2択の選択肢が登場する。ゲーム上の操作はこのどちらかを選択するのみとなる。一方はラジオ放送のまま進行するが、もう一方はデータ放送で事前受信された分岐用の音声データが再生され、ラジオ放送とは異なる話を聴くことができる。音質はラジオ放送と異なるため容易に区別できた。
サウンドリンクゲームの多くはスコアランキングなどの応募イベントを実施したが、本作はイベントを実施せず、次回作用の体験談を募集した。しかし第二幕は任天堂スタッフによるシナリオのみで制作され、応募シナリオは採用されていない。第二幕放送時も引き続き体験談を募集したものの、続編は放送されなかった。

## 登場人物
ラジオドラマ、サテラビューのゲーム画面とも容姿に関する詳細な描写はない。
甲山 たけし（こうやま たけし）
声：岸野幸正
主人公。G新聞記者の39歳男性。独身。
R（アール）
声：龍田直樹
第1作のみに登場。「R研究所」の研究員を名乗る老人。本名をはじめ素性は一切明かさない。車椅子に座っている。
甲山は会話時には「Rさん」、その他の場面では「R氏」「R老人」と呼ぶ。ゲーム画面の字幕で台詞を示す際は「R氏」と表記される。

## あらすじ

### Rの書斎
ある日、新聞記者の甲山たけしの元へ封筒が届けられる。中身は主婦を自称する女性が語る不可解な体験談を途中まで吹き込んだカセットテープと

「これは本当にあった話です。続きは私の部屋で A区 R研究所」

と記された手紙が入っていた。しかし手紙にも封筒にも研究所の詳しい住所は書かれていない。
甲山はR研究所の所在地を突き止める。ところがそこは古びた雑居ビルにある小さな書斎で、部屋の壁にある書棚は日記で埋め尽くされていた。Rと名乗る老人はここに集まってくる不思議な体験談の日記を1人で管理しており、日記の声を聞ける者を探しているという。甲山がRから渡された日記を読むとテープで聞いた女性の声が頭に響いてくる。甲山はRに促されるまま次々と書棚の日記を読んでいく。
後日、研究所と称した書斎、日記、R老人の謎を探りたい甲山は再度R研究所を訪ね、前と同じように日記を読み進めていく。しかし時間が経ってふと気づくとRの姿はなく、「あなたが書斎の新たな主だ」と笑いながら告げるRの声だけが響いて消える。書棚を埋めていた日記と書斎の出入口も消えており、甲山は書斎の新たな管理人をあてがうためのRの罠にかかったこと、日記を集め書棚を埋めなければ書斎から脱出できないこと、そして書棚に1冊だけ甲山の日記があることに気づく。

### Rの書斎 第二幕
甲山は出口のない書斎に閉じ込められたままで、Rが「集まってくる」と言っていた日記も一向に現れない。その甲山の元に幼い少女・若い女性・老婆らしい複数の声が語り掛けてくる。声たちは正体を明かさずつかみどころのない発言をしつつも、日記を得るには不思議な体験をした人の心と同調する必要があり、その協力をするという。
甲山は声たちの助けを借りながら様々な人物の日記を手に入れる。しかし部屋の書棚を埋めるには足りず、謎の声たちも消え去る。甲山は書斎に閉じ込められる前に抱いていた「多数の不思議な体験談を読み続けていたい」という欲望が、今この状況下で満たされていることを自認する。

## テーマ曲
番組テーマ曲としてマーク・ゴールデンバーグの楽曲Queen of Swords（剣と女王）を使用し、全話オープニング曲、第1作第2週を除いた各話エンディング曲として用いられた。

## 声の出演
いずれも当時青二プロダクション所属。作中のスタッフロールに役名表記はない。

### Rの書斎
- 岸野幸正
- 龍田直樹
- 坂口哲夫
- 伊倉一恵
- 津賀有子
- 柿沼紫乃
- 掛川裕彦
- 林延年
- 中尾みち雄
- 柳瀬なつみ
- 住友七絵

### Rの書斎 第二幕
- 岸野幸正
- 塩沢兼人
- 矢田耕司
- 中尾みち雄
- 稲田徹
- 沼田祐介
- 住友七絵
- 井上美紀
- 岡本奈美
- 金田沙織
- 高橋千晶
- 山口奈々
- 柴田秀勝

## スタッフ

### Rの書斎
- シナリオ：菱田達也（任天堂）、学習研究社『わたしの怪奇ミステリー体験』1～3
- デザイン：木村恭子、土山芳紀
- プログラム：笠松栄弘
- サウンド：尾崎裕一
- 技術サポート：白井隆、鈴木利明
- AD：高橋暁 (St.GIGA)
- ミキサー：武田浩治 (SCI)
- プロデュース：薬師寺文佳 (St.GIGA)、大和聡（任天堂）
- 音声ディレクタ：板倉洋行 (St.GIGA)
- ゲームディレクタ：菱田達也（任天堂）
- 協力：（株）学習研究社
- 制作・著作：任天堂、St.GIGA

### Rの書斎 第二幕
- シナリオ：中田雅康、菱田達也
- デザイン：木村恭子、土山芳紀
- グラフィックサポート：南貴博
- プログラム：笠松栄弘、西山達夫
- サウンド：尾崎裕一
- 技術サポート：白井隆
- AD：高橋暁 (St.GIGA)
- ミキサー：武田浩治 (SCI)
- 協力：スーパーマリオクラブ
- 音声ディレクタ：板倉洋行 (St.GIGA)
- ゲームディレクタ：中田雅康
- プロデュース：上村雅之、薬師寺文佳 (St.GIGA)
- 制作・著作：NINTENDO、St.GIGA

| セント・ギガ 日曜日 - 土曜日 19:00 - 20:00 スーパーファミコンアワー サウンドリンクゲーム 新作枠 | セント・ギガ 日曜日 - 土曜日 19:00 - 20:00 スーパーファミコンアワー サウンドリンクゲーム 新作枠 | セント・ギガ 日曜日 - 土曜日 19:00 - 20:00 スーパーファミコンアワー サウンドリンクゲーム 新作枠 |
| 前番組                                                                                          | 番組名                                                                                          | 次番組                                                                                          |
| ----------------------------------------------------------------------------------------------- | ----------------------------------------------------------------------------------------------- | ----------------------------------------------------------------------------------------------- |
| 第2回 BSサテラビュー杯 バス釣りNo.1 春の全国トーナメント 決勝                                   | Rの書斎 （1997年6月1日 - 14日）                                                                 | サテラQ 直Q! 変化Q!                                                                             |
| バス釣りNo.1 秋の全国トーナメント with サウンドジャーナル                                       | Rの書斎 第二幕 （1997年11月30日 - 12月13日）                                                    | よっちゃんとちえあそび                                                                          |